# Pierre de Villars (diplomate)
Pour les articles homonymes, voir Pierre de Villars.
Pierre de Villars, dit le marquis de Villars, né à Paris en 1623 où il est mort le 20 mars 1698, est un diplomate et conseiller d'État français, issu de la famille de Villars.

## Biographie

### Origines
Pierre de Villars naît à Paris en 1623. Il est le fils de Claude de Villars, mestre de camp et gentilhomme de la chambre du roi, et de Charlotte Louvet de Nogaret-Calvisson.

« Personne de son temps, a écrit son fils le maréchal-duc Claude Louis Hector, ne porta la valeur à un plus haut point. Il reçut à la guerre de grandes blessures, et eut le malheur, alors presque inévitable, de se trouver engagé dans plusieurs combats particuliers, et enfin dans le fameux combat des ducs de Nemours et de Beaufort. II tua le second de Beaufort (1652), et fut obligé de s’éloigner. Cet événement et les troubles que les guerres civiles apportèrent dans le royaume dérangèrent les commencements de sa fortune. »

### Carrière militaire
Lorsque le prince de Conti eut le commandement des armées, Villars servit en qualité de lieutenant général dans celles d’Italie et de Catalogne. C’était, au jugement de Saint-Simon, l’homme de France le mieux fait et de la meilleure mine. »
Son « air de héros » lui avait fait donner le surnom d’Orondate, un des personnages du roman de Cyrus par Madeleine de Scudéry avec laquelle sa propre femme était fort liée, et on dit que le surnom ne lui déplaisait pas. Galant et discret, il réussit fort auprès des dames et Françoise d'Aubigné elle-même ne le vit pas avec indifférence.
En 1651, Villars épouse l'épistolière Marie Gigault de Bellefonds (issue des comtes capétiens de Dreux, branche de Dreux-Beu), tante du maréchal de Bellefonds, avec laquelle il a huit enfants dont :  
- Claude Louis Hector, premier duc de Villars, maréchal de France.
- Armand comte de Villars tué au siège de Douai
- Henri-Félix de Villars agent général du clergé de France de 1685 à 1690.

Cette alliance avec la famille d'un homme ennemi de tous les ministres lui attira leur haine, et surtout celle de Louvois.
Rebuté par les obstacles que lui suscita ce dernier, il quitta la carrière des armes, et eut recours à la protection de Lionne pour entrer dans la diplomatie : après avoir été employé auprès des princes d’Allemagne et d’Italie, il occupa successivement les ambassades d’Espagne (1668, 1672 et 1679), de Savoie (1676) et de Danemark (1683), et se fit partout estimer pour les agréments de son esprit et la probité de son caractère. Loin de s’enrichir au service de l’État, il fut obligé de vendre deux de ses baronnies, et ne recueillit d’autres fruits d'une carrière honorablement employée que les titres de conseiller d'État d’épée, de chevalier des ordres du roi (1688), et de chevalier d'honneur de la duchesse de Chartres (1692).
Il avait écrit ce qu’il avait vu dans ses deux voyages en Espagne ; sa relation, où Marie-Catherine d'Aulnoy avait fait des emprunts, parut sous le titre de Mémoires de la cour d’Espagne depuis 1679 jusqu’en 1681 (Paris, 1733, in-8°) et sans nom d’auteur.